# Сант-Агата-ді-Пулья
Сант-Агата-ді-Пулья, Сант'Аґата-ді-Пулья (італ. Sant'Agata di Puglia) — муніципалітет в Італії, у регіоні Апулія, провінція Фоджа.
Сант-Агата-ді-Пулья розташований на відстані близько 260 км на схід від Рима, 125 км на захід від Барі, 39 км на південний захід від Фоджі.
Населення — 2007 осіб (2014).
Щорічний фестиваль відбувається 5 лютого; 16 серпня. Покровитель — Sant'Agata.

## Демографія
Населення за роками:

Станом на 1 січня 2023 року в муніципалітеті офіційно проживали 102 іноземці з 12 країн, серед них 68 громадян країн Євросоюзу та 26 громадян України.

## Сусідні муніципалітети
- Аккадія
- Анцано-ді-Пулья
- Кандела
- Делічето
- Лачедонія
- Монтелеоне-ді-Пулья
- Роккетта-Сант'Антоніо
- Скампітелла